# Cambalopsis tjompeana
Cambalopsis tjompeana är en mångfotingart som beskrevs av Carl Graf Attems 1903. Cambalopsis tjompeana ingår i släktet Cambalopsis och familjen Cambalopsidae. Inga underarter finns listade i Catalogue of Life.